# Michalīs Chatzīs
Michalīs Chatzīs (in greco: Μιχάλης Χατζής; Atene, 4 settembre 1978) è un ex calciatore greco, di ruolo centrocampista.
Ha giocato per l'ultima volta per la squadra Athlītikos Omilos Iōnikos Nikaias nella Football League.

## Carriera
Nato ad Atene, Chatzis giocò nelle squadre del Apollōn Smyrnīs, Egaleo, Kerkyra, Kallithea, Kavala, Kalamata e Iōnikos nel Campionato greco di calcio.

## Palmarès

### Club

#### Competizioni nazionali
- Gamma Ethniki: 1

Kavala: 2007-2008 (gruppo 2)
- Delta Ethniki: 1

Kalamata: 2010-2011 (gruppo 6)